# Martin Scorsese Presents The Blues: Eric Clapton
Martin Scorsese Presents The Blues: Eric Clapton è una raccolta di successi di Eric Clapton, pubblicata nel 2003 e presenta una selezione di brani registrati durante i primi anni di attività di Eric Clapton, da John Mayall & The Bluesbreakers ai Cream, passando dai Blind Faith sino ad arrivare ai Derek & The Dominos. La raccolta è prodotta da Martin Scorsese e fa parte della collana di CD e DVD dedicata alla musica Blues Martin Scorsese Present the blues.

## Tracce
1. All Your Love (John Mayall & The Bluesbreakers)
2. Steppin' Out (John Mayall & The Bluesbreakers)
3. Rollin' And Tumblin' (Cream)
4. I'm So Glad (Cream)
5. Spoonful (Cream / live)
6. Sleeping In The Ground (Blind Faith)
7. Rockin' Daddy (with Howlin' Wolf)
8. Have You Ever Loved A Woman (Derek & The Dominos)
9. Mean Old World (with Duane Allman)
10. Crossroads (Derek & The Dominos / live)

## Formazione (John Mayall & The Bluesbreakers)
- John Mayall - Voce, Chitarra, Armonica a bocca, Organo Hammond
- Eric Clapton - Chitarra, Voce
- John McVie - Basso
- Hughie Flint - Batteria

## Formazione (Cream)
- Eric Clapton - Chitarra, Voce
- Jack Bruce - Basso, Armonica a bocca e Voce
- Ginger Baker - Batteria

## Formazione (with Howlin' Wolf)
- Howlin' Wolf - Voce
- Eric Clapton - Chitarra
- Hubert Sumlin - Chitarra ritmica
- Steve Winwood - Piano, Organo
- Bill Wyman - Basso
- Charlie Watts - Batteria
- Ian Stewart - Piano
- Lafayette Leake - Piano
- Jeffrey M. - Armonica a bocca

## Formazione (Blind Faith)
- Steve Winwood - Voce, tastiera, chitarra, basso
- Eric Clapton - Chitarra
- Ginger Baker - Batteria
- Rick Grech - Basso

## Formazione (Derek & The Dominos)
- Eric Clapton - Chitarra, Voce
- Bobby Whitlock - Organo, Piano, Voci
- Jim Gordon  - Batteria, Percussioni, Voci
- Carl Radle - Basso
- Duane Allman - Chitarra Slide e Chitarra